# Сонет 135
Сонет 135 (англ. Sonnet 135) — один из 154 сонетов, написанных Уильямом Шекспиром и впервые опубликованных в 1609 году. Дата написания неизвестна, существуют разные гипотезы на этот счёт. Результаты компьютерного анализа показывают, что сонеты со 127-го по 154-й были написаны в начале 1590-х годов, но не все исследователи с этим согласны. Возможно, Шекспир редактировал все сонеты до момента их публикации.
Предположительно первое издание не было авторизованным. Тем не менее начиная с 1711 года сонеты публикуются в той же последовательности, и учёные на основе изначальной нумерации раскрывают историю любовного треугольника, которая служит подтекстом для всего цикла.
135-й сонет относится к циклу стихотворений, посвящённых «смуглой леди»: в них Шекспир обращается к неназванной по имени женщине, которую явно противопоставляет классической для петраркистской поэзии светловолосой красавице. 135-й сонет, как и следующий, поэт построил на игре с разными значениями слова англ. will: это «воля», «сексуальное желание», «пенис», вспомогательная форма глагола будущего времени и уменьшительное от имени Уильям. По словам исследователя С. Бута, эти два сонета представляют собой «праздник словесной изобретательности».
Как почти все сонеты Шекспира (кроме 145-го), 135-й сонет написан пятистопным ямбом.